# Nichts bereuen
Nichts bereuen je německý dramatický film z roku 2001 režiséra Benjamina Quabecka. Film se mimo jiné natáčel ve Vile Springorum ve Wuppertalu. V hlavních rolích hrají Daniel Brühl, Denis Moschitto a Jessica Schwarz. 

## Děj filmu
Danielovi (Daniel Brühl) je devatenáctiletý kluk, už čtyři roky zamilovaný je zamilovaný do Lucy (Jessica Schwarz), ale stále jí to  ještě neřekl. Příběh začíná, když Daniel složí maturitu a musí si najít některou z veřejně prospěšných prací. Nejprve vezme práci na farnosti, ale záhy o ni přijde. Najde místo jako ošetřovatel, ale objeví se spousta komplikací - zamiluje se do něj sestra Anna a navíc starší muž, se kterým společně vypil láhev alkoholu kradenou z benzínové pumpy, umírá. 

## Obsazení
| Daniel Brühl         | Daniel        |
| Denis Moschitto      | Dennis        |
| Jessica Schwarz      | Luca          |
| Marie-Lou Sellem     | sestra Anna   |
| Josef Heynert        | Axel          |
| Heidrun Bartholomäus | Axelova matka |
| Rolf Kanies          | Danielův otec |
| Sonja Rogusch        | Maria         |

## Ocenění
Film znamenal herecký průlom pro Daniela Brühla a role mu vynesla ocenění pro nejlepšího herce na Deutscher Filmpreis. Také společně s Jessicou Schwarz získal cenu za nejlepšího nováčka. Režisér filmu, Benjamin Quabeck, rovněž získal cenu, a to Förderpreis Deutscher Film a nominaci na Evropskou filmovou cenu. 

## Přijetí
Časopis Cinema dal filmu hodnocení čtyři z pěti bodů a vyzdvihli velkou autenticitu a jemný humor a ukazuje, že v životě není jen láska, ale také i utrpení. Recenze z Nürnberger Zeitung film shrnuje slovy „v rozpacích, ale celkově zábavný“.